# Epania gemellata
Epania gemellata là một loài bọ cánh cứng trong họ Cerambycidae.